# Vanesa Gómez González
Vanesa Gómez González es una ingeniera de software española que trabaja para la NASA desde 2013. Durante su carrera en la NASA, ha trabajado en el Centro de Investigación Ames y en el Laboratorio de Propulsión a Reacción en proyectos relacionados con simulaciones de tráfico aéreo, computación cuántica, robótica y bioinformática.

## Educación
Gómez González obtuvo una licenciatura en informática de la Universidad Politécnica de Madrid y una maestría en estudios espaciales de la Universidad Internacional del Espacio en Francia.
Trabajó en el desarrollo del proceso por lotes y secuenciación de comandos para el Mars rover de prueba de movilidad de la NASA en la misión Curiosity. Fue miembro del equipo del proyecto MarsWithoutBorders y Mars-X.

## Carrera
Gómez González ha participado en varios estudios con temas espaciales, como someterse a fuerzas 6G en una centrífuga en el Centro Nacional de Investigación y Capacitación Aeroespacial en Southampton, Pensilvania. También se desempeñó como sujeto de control para investigaciones de conciencia espacial en relación con la investigación de la estación espacial.
En 2023, fue miembro de la tripulación de Human Exploration Research Analog (HERA) para una misión de 45 días. HERA permite a los investigadores estudiar cómo los miembros de la tripulación se adaptan al aislamiento, el confinamiento y las condiciones remotas en la Tierra antes de que la NASA envíe astronautas a misiones en el espacio profundo. Para ayudar a los investigadores a aprender sobre los comportamientos de la tripulación, la tripulación lleva a cabo varias tareas científicas y de mantenimiento dentro de HERA, como analizar muestras de rocas en una guantera y probar capacidades de realidad aumentada. Los miembros de la tripulación también enfrentan el desafío de aumentar los retrasos en las comunicaciones con el control de la misión a medida que se acercan a Fobos.

## Vida personal
Gómez González es originaria de Madrid. Es piloto privado y buzo de rescate certificado, y también es voluntaria en Humane Society y es mentora de jóvenes ingenieros.